# Aleuropteryx longipennis
Aleuropteryx longipennis is een insect uit de familie van de dwerggaasvliegen (Coniopterygidae), die tot de orde netvleugeligen (Neuroptera) behoort. 
De wetenschappelijke naam Aleuropteryx longipennis is voor het eerst geldig gepubliceerd door Meinander in 1974.